# Epiglenea comes
Epiglenea comes là một loài bọ cánh cứng trong họ Cerambycidae.